# Lamaceratops
Lamaceratops tereschenkoi is een plantenetende ornithischische dinosauriër, behorend tot de Ceratopia, die tijdens het late Krijt leefde in het gebied van het huidige Mongolië.

## Vondst en naamgeving
In 2003 benoemde en beschreef Wladimir Rudolfowitsj Alifanov de typesoort Lamaceratops tereschenkoi. De geslachtsnaam combineert het Tibetaans (b)lama, "monnik" met een verwijzing naar de Ceratopia. De soortaanduiding eert Victor Teresjenko als ontdekker.
Het holotype, PIN 4487/26, is op de Choelsan-vindplaats opgegraven in een laag van de Barun Goyot-formatie die dateert uit het late Campanien. Het bestaat uit een schedel met onderkaken van een jong dier.
De geldigheid van Lamaceratops is problematisch. Uit de Choelsan is in 1975 op basis van fragmentarisch materiaal van jonge dieren een tweede soort van Protoceratops, Protoceratops kozlowskii, beschreven. In 1990 benoemde Sergei Michailowitsj Koerzanow hiervoor het aparte geslacht Breviceratops. Tegelijkertijd echter wees hij als syntypen van dat geslacht grote schedels van volwassen dieren aan die op de Chermeen Tsav I-vindplaats waren ontdekt waarvan ook de van jonge dieren bekende Bagaceratops afkomstig is. Paul Sereno stelde in 2000 dat Breviceratops simpelweg de volwassen vorm was van Bagaceratops en dat ook het materiaal van Choelsan daaronder viel. Alifanov wees deze hypothese af en verruimde juist het aantal taxa tot vier door uit de Chermeen Tsav I ook nog eens Platyceratops te benoemen op basis van een extra groot exemplaar. De meeste huidige onderzoekers denken dat Platyceratops een jonger synoniem is van Bagaceratops. Ze zijn echter veel onzekerder over het materiaal uit Choelsan. Omdat het iets in tijd en ruimte afwijkt, zou Protoceratops kozlowskii een apart taxon kunnen zijn. Zou men dat een aparte geslachtsnaam willen geven dan is daarvoor Breviceratops niet beschikbaar daar het typemateriaal voor het geslacht als zodanig van de Chermeen Tsav I afkomstig is. Voegt men al het materiaal van Choelsan samen dan moet de geslachtsnaam Lamaceratops gecombineerd worden met de soortaanduiding kozlowskii. Overigens was dat bepaald niet de bedoeling van Alifanov die een schedel uit de Chermeen Tsav I, het eerdere syntype van Breviceratops PIN 3142/1, aan Lamaceratops toewees hoewel het in augustus 1996 gestolen was uit het Paleontologisch Instituut van Moskou. In 2019 stelde Łukasz Czepiński dat Lamaceratops wel degelijk een jonger synoniem was van Bagaceratops.

## Beschrijving
De schedel heeft een lengte van een tien centimeter wat wijst op een lichaamslengte van nog geen halve meter. Hij lijkt erg op die van Bagaceratops. Alifanov gaf echter enkele onderscheidende kenmerken aan. De achterrand van het neusbeen heeft een U-vormige inkeping. De voorhoofdsbeenderen hebben ronde voorkant. De achterrand van de voorhoofdsbeenderen heeft een middenkam. De voorhoofdsbeenderen zijn niet ingesnoerd ter hoogte van de oogkassen en hebben ook geen duidelijke takken richting postorbitalia. De tak van het jukbeen naar het quadratojugale is U-vormig. Het quadratojugele raakt het onderste slaapvenster niet. 

## Fylogenie
Alifanov plaatste Lamaceratops in de Bagaceratopidae.